# Família Rockefeller
|                     |  |                     |
| John D. Rockefeller |  | William Rockefeller |

A Família Rockefeller é uma família estadunidense industrial, política e de banqueiros que se tornou uma das famílias mais ricas e influentes dos Estados Unidos, que construiu sua fortuna no ramo do petróleo nos séculos XIX e XX, quando John D. Rockefeller e seu irmão William Rockefeller fundaram a poderosa Standard Oil.
Ao longo dos anos, a família Rockefeller usou de suas grandes fortunas para se manter influente no cenário político e econômico dos Estados Unidos. É considerada uma das famílias mais poderosas da história do país.